# Поляков Андрій Миколайович
Андрі́́й Микола́йович Поляко́в (9 грудня 1980, Сміла, Черкаська область — 26 жовтня 2023, Свято-Покровське, Донецька область) — український військовослужбовець, учасник російсько-української війни, нагороджений орденом Богдана Хмельницького III ступеня (посмертно).

## Життєпис
Народився 9 грудня 1980 в місті Сміла Черкаської області. 2004 року закінчив Національний аерокосмічний університет імені М. Є. Жуковського «Харківський авіаційний інститут». У військовій кафедрі отримав звання офіцера запасу. Працював на ДП «Антонов». Пізніше став підприємцем. Був учасником Революції Гідності.
Після початку повномасштабного вторгнення добровольцем відправився до лав ТрО. Наступного дня у складі 112-ої бригади ТРО боронив столицю. Після деокупації Київської області перевівся до інженерної роти 241-ої окремої бригади територіальної оборони. У липні 2023-го року на посаді командира інженерно-саперного взводу у складі 206-го батальйону та вирушив в Донецьку область.
26 жовтня 2023 загинув під час виконання бойового завдання з розмінування території.

## Нагороди та вшанування
- Орден Богдана Хмельницького III ступеня (12 лютого 2024, посмертно) — за особисту мужність, виявлену у захисті державного суверенітету та територіальної цілісності України, самовіддане виконання військового обов'язку.[2]
- Одна з вулиць Сміли має ім'я Андрія Полякова.